# Shippenville
Shippenville es un borough ubicado en el condado de Clarion en el estado estadounidense de Pensilvania. En el año 2000 tenía una población de 505 habitantes y una densidad poblacional de 475 personas por km².

## Geografía
Shippenville se encuentra ubicado en las coordenadas 41°15′3″N 79°27′45″O / 41.25083, -79.46250.

## Demografía
Según la Oficina del Censo en 2000 los ingresos medios por hogar en la localidad eran de $31,667 y los ingresos medios por familia eran $34,773. Los hombres tenían unos ingresos medios de $26,250 frente a los $20,125 para las mujeres. La renta per cápita para la localidad era de $16,216. Alrededor del 12.1% de la población estaba por debajo del umbral de pobreza.